# Grobleben
Grobleben ist eine Ortschaft und ein Ortsteil der Stadt Tangermünde im Landkreis Stendal in Sachsen-Anhalt.

## Geographie
Grobleben, ein Straßendorf mit Kirche, liegt sechs Kilometer südwestlich von Tangermünde und neun Kilometer südlich von Stendal. Südlich des Dorfes beginnt mit der Tangerniederung das Biosphärenreservat Mittelelbe, in dem der Tanger nach Osten in die Elbe fließt.
Das Dorf besteht vor allem aus kleineren Drei- oder Vierseitenhöfen und baulichen Ergänzungen der Vorkriegszeit.
Nachbarorte sind Heeren im Norden, der Viererbenhof im Osten, Bölsdorf im Südosten, Köckte im Süden, Elversdorf und Bahnhof Demker im Südwesten.

## Geschichte

### Mittelalter bis Neuzeit
Im Jahre 1279 wurde ein dominus Johannes Groppleve als Zeuge in Stendal erwähnt.
Die erste Erwähnung des Dorfes stammt aus dem Jahre 1345 als ville Gropeleuen, als Markgraf Ludwig an Otto Insel Einnahmen aus der Bede und an die Brüder Gropkin Besitz im Dorf verleiht. Im Landbuch der Mark Brandenburg von 1375 wird das Dorf als Gropelebin aufgeführt.
Weitere Nennungen sind 1414 gropeleve, 1472 groblefe, 1540 Groplewen, 1687 Grobleben und 1804 Dorf Grobleben mit Windmühle und Krug.
Von 1903 bis 1917 gab es in Grobleben eine Haltestelle der Kleinbahn Tangermünde–Lüderitz.

### Archäologie
Es wurde über den Fund eines figürlichen Schlüsselhalters (Gürtelbestandteil) im 20. Jahrhundert in Grobleben berichtet, der im Museum Wolmirstedt aufbewahrt wird.

### Eingemeindungen
Ursprünglich gehörte das Dorf Grobleben zum Tangermündeschen Kreis der Mark Brandenburg in der Altmark. Zwischen 1807 und 1813 lag es im Kanton Grieben auf dem Territorium des napoleonischen Königreichs Westphalen. Nach weiteren Änderungen kam die Gemeinde ab 1816 zum Kreis Stendal, dem späteren Landkreis Stendal.
Ab dem 25. Juli 1952 gehörte die Gemeinde zum Kreis Tangerhütte. Nach dessen Auflösung wurde sie am 1. Januar 1988 dem Kreis Stendal zugeordnet. Schließlich kam sie am 1. Juli 1994 zum Landkreis Stendal.
Bis zum 31. Dezember 2009 war Grobleben eine selbstständige Gemeinde und gehörte der jetzt aufgelösten Verwaltungsgemeinschaft Tangermünde an.
Durch einen Gebietsänderungsvertrag beschloss der Gemeinderat der Gemeinde Grobleben am 9. Juni 2009, dass die Gemeinde Grobleben in die Stadt Tangermünde eingemeindet wird. Dieser Vertrag wurde vom Landkreis als unterer Kommunalaufsichtsbehörde genehmigt und trat am 1. Januar 2010 in Kraft.
Nach Eingemeindung der bisher selbstständigen Gemeinde Grobleben wird Grobleben Ortsteil der Stadt Tangermünde. Für die eingemeindete Gemeinde wurde die Ortschaftsverfassung nach den §§ 86 ff. der Gemeindeordnung Sachsen-Anhalt eingeführt. Die eingemeindete Gemeinde Grobleben und künftige Ortsteil Grobleben wurde zur Ortschaft der aufnehmenden Stadt Tangermünde. In der eingemeindeten Gemeinde und nunmehrigen Ortschaft Grobleben wurde ein Ortschaftsrat mit anfangs neun Mitgliedern einschließlich Ortsbürgermeister gebildet.
Seit 2024 hat der Ortschaftsrat 7 Mitglieder, von 2019 bis 2024 waren es 9 Mitglieder.

### Einwohnerentwicklung
| Jahr | Einwohner |
| ---- | --------- |
| 1734 | 106       |
| 1772 | 030       |
| 1790 | 085       |
| 1798 | 090       |
| 1801 | 095       |
| 1818 | 086       |

| Jahr | Einwohner |
| ---- | --------- |
| 1840 | 093       |
| 1864 | 107       |
| 1871 | 095       |
| 1885 | 115       |
| 1892 | [00]111   |
| 1895 | 096       |

| Jahr | Einwohner |
| ---- | --------- |
| 1900 | [00]092   |
| 1905 | 107       |
| 1910 | [00]102   |
| 1925 | 152       |
| 1939 | 143       |
| 1946 | 234       |

| Jahr | Einwohner |
| ---- | --------- |
| 1964 | 155       |
| 1971 | 150       |
| 1981 | 111       |
| 1993 | 108       |
| 2000 | [00]107   |
| 2006 | 102       |

| Jahr | Einwohner |
| ---- | --------- |
| 2010 | 101       |
| 2014 | 116       |
| 2015 | 112       |
| 2019 | 115       |
| 2020 | 111       |
| 2021 | 111       |

| Jahr | Einwohner |
| ---- | --------- |
| 2022 | [0]111    |
| 2023 | [0]113    |

Quelle, wenn nicht angegeben, bis 2006:

## Religion
- Die evangelische Kirchengemeinde Grobleben gehörte früher zur Pfarrei Ostheeren bei Tangermünde.[18] Sie wird heute betreut vom Pfarrbereich Lüderitz im Kirchenkreis Stendal im Bischofssprengel Magdeburg der Evangelischen Kirche in Mitteldeutschland.[19] Die ältesten überlieferten Kirchenbücher für Grobleben stammen aus dem Jahre 1648.[20]
- Die katholischen Christen gehören zur Pfarrei St. Elisabeth in Tangermünde im Dekanat Stendal im Bistum Magdeburg.[21]

## Politik

### Ortsbürgermeister
Der amtierende Ortsbürgermeister der Ortschaft ist Jens Lücke.
Die letzte Bürgermeisterin und erste Ortsbürgermeisterin der Gemeinde Grobleben war Susanne-Christine Knoblauch.

### Ortschaftsrat
Bei der Ortschaftsratswahl am 9. Juni 2024 stellte sich die „Wählergruppe Grobleben“ zur Wahl. Sie erreichte alle 7 möglichen Sitze. Gewählt wurden eine Frau und 6 Männer. Von 87 Wahlberechtigten hatten 168 ihre Stimme abgegeben, die Wahlbeteiligung betrug damit 78,16 Prozent.

## Kultur und Sehenswürdigkeiten
- Die evangelische Dorfkirche Grobleben, eine in der zweiten Hälfte des 13. Jahrhunderts errichteter zweiteiliger Feldsteinbau, der durch Umbauten im 18. Jahrhundert den Charakter einer Barockkirche erhalten hat, ist von einem Friedhof umgeben.[24]
- Im Dorf gibt ein Dorfgemeinschaftshaus mit Saal und Küche, eine Freiwillige Feuerwehr mit Feuerwehrhaus, einen Festplatz und einen Spielplatz.[5]
- Der Fuchsberglauf in Grobleben findet seit dem Jahr 1986 immer am 1. Mai statt. Der Lauf führt über unterschiedlich lange Strecken bis hinunter zum Tanger.[25][26]

## Wirtschaft und Infrastruktur

### Verkehr
Grobleben liegt an der Landstraße zwischen Tangermünde und Lüderitz – hier besteht Anschluss an die Bundesstraße 189.
Es verkehren Linienbusse und Rufbusse von stendalbus.
Der etwa zwei Kilometer entfernte Bahnhof Demker liegt an der Strecke Stendal–Magdeburg.